# Alexis Larrey
Pour les articles homonymes, voir Larrey.
Alexis Larrey, né le 26 décembre 1750 à Beaudéan et mort le 17 décembre 1827 à Toulouse, est un chirurgien français.

## Biographie
Né à Beaudéan, en Bigorre, Alexis Larrey part étudier à Toulouse, grâce à la protection du baron de Beaudéan. À l'âge de 15 ans, il commence des études de chirurgie à l'hospice de Saint-Joseph-de-la-Grave, sous Bonnet, chirurgien-major de cet établissement. En 1776, il échoue de peu au concours de chirurgien-major de l'Hôtel-Dieu, mais il est nommé garçon chirurgien. Finalement, après la mort de Bonnet, la même année, il remporte le concours ouvert pour son remplacement. Il épouse sa fille et obtient une nombreuse clientèle.
En novembre 1792, Alexis Larrey est nommé professeur d'obstétrique à l'École royale de chirurgie de Toulouse. Mais le 15 septembre 1793, les universités sont supprimées par décret de la Convention nationale. Cependant, l'administrateur du département, Delherm, avec l'appui du représentant du peuple, Pierre Paganel, prévoit en remplacement de la faculté de médecine de la ville la création d'une École supérieure provisoire de chirurgie, qu'il confie à Alexis Larrey. L'École provisoire est fondée dans l'immeuble de l'ancienne Académie des sciences (emplacement de l'actuel no 20 bis rue des Fleurs), et dispense des cours d'enseignement publics et gratuits, que fréquentent Jacques-Mathieu Delpech, Jean-Étienne Esquirol, E. Rumèbe et le neveu d'Alexis Larrey, Dominique-Jean Larrey,. Il y enseigne particulièrement l'anatomie. Peu de temps après, le 23 novembre 1793, il est nommé chirurgien-major à l'Hôtel-Dieu.
En 1793, il fonde un hôpital militaire qui porte son nom sur la Place Saint-Pierre, de l'autre côté de la Garonne, qui restera actif jusqu'au milieu des années 1980, avant d'être transféré dans des nouveaux bâtiments sur la colline de Pech-David.
De même, lors du rétablissement de l'Académie des sciences, inscriptions et belles-lettres de Toulouse, il en est membre honoraire. Il reçoit le même titre dans la Société de médecine, chirurgie et pharmacie de Toulouse. Divers travaux communiqués à la section de chirurgie de l'Académie nationale de médecine lui valent le titre de membre associé correspondant en 1825. Son mérite reconnu le désigne comme directeur et professeur de l'École secondaire de médecine de Toulouse, à sa création.
Alexis Larrey laisse des Mémoires et Observations, qui ont été envoyés avec des pièces pathologiques à l'Académie royale de chirurgie.

## Décoration
Chevalier de la Légion d'honneur (1814)

## Hommages
À Toulouse, son portrait orne la galerie des Illustres de la faculté de médecine, sur les allées Jules-Guesde.
Dans la même ville, la rue où se trouvait autrefois l'hôpital militaire qu'il a fondé, porte son nom depuis 1896,.

## Publications
- Dissertation sur la complication des plaies et des ulcères, connue sous le nom de pourriture d'hôpital, Paris, 19 décembre 1814, in-4°.